# Lont detonujący

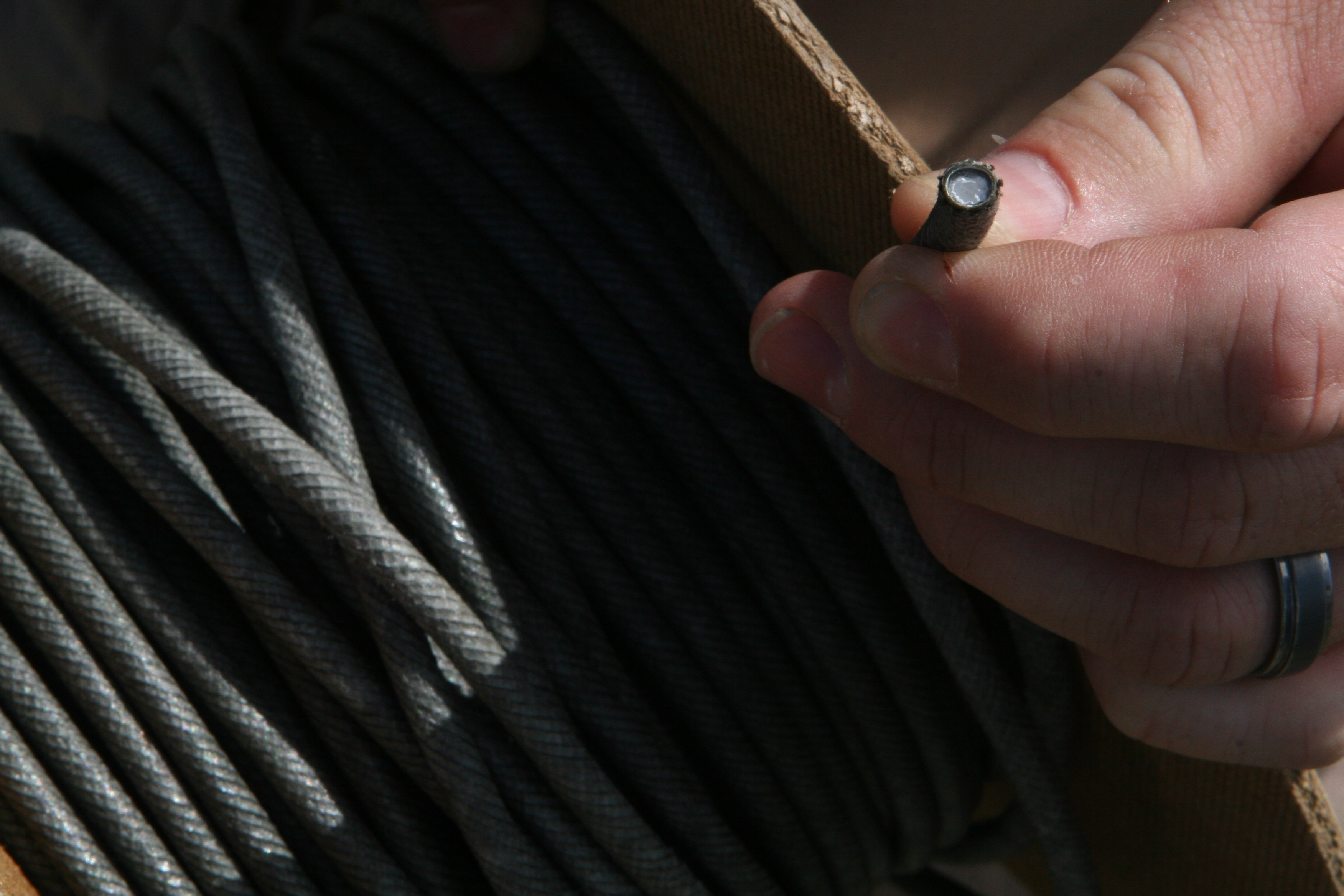
Lont detonujący

Lont detonujący (lont wybuchowy, sznur detonujący) – detonujący środek inicjujący, służący do niemal jednoczesnego powodowania wybuchu szeregu ładunków materiału wybuchowego poprzez detonację spłonek pobudzających umieszczonych w tych ładunkach, ładunki te mogą znajdować się w różnych odległościach od siebie. 
Składa się z rdzenia materiału wybuchowego o zwiększonej sile wybuchu (pentryt, heksogen) z jedną nicią rozpoznawczą oraz kilku wewnętrznych i zewnętrznych warstw oplotu (bawełna, juta, len) pokrytego masą izolacyjną (najczęściej polichlorek winylu).
Prędkość detonacji lontu tetrylowego wynosi 5000-5300 m/s, a lontu pentrytowego 6000– 6600 m/s.